# بک‌وود (اوهایو)
بک‌وود (به انگلیسی: Beachwood) شهری در ایالت اوهایو کشور ایالات متحده آمریکا است که جمعیت آن در سرشماری سال ۲۰۱۰ میلادی، ۱۱٬۹۵۳ نفر بوده‌است.